# 실꼬리돔
실꼬리돔은 농어목 실꼬리돔과의 물고기이다. 그것은 진흙 또는 모래 기판이 있는 영역에 서식한다. 성체는 수심 220m까지 찾아볼 수 있으며, 새끼는 18~30m의 깊이에서 찾아볼 수 있다. 이 품종의 몸길이는 35cm이지만, 대부분은 23cm에 불과하다.많이 먹진 않지만 어묵 재료론 최고라고 한다.

## 같이 보기
- 치쿠와